# Festival RTP da Canção 2023
O Festival RTP da Canção 2023 foi o 56º Festival RTP da Canção. A primeira semifinal teve lugar no dia 25 de fevereiro e a segunda no dia 4 de março, nos estúdios da RTP, em Lisboa. A final foi disputada no dia 11 de março, também nos estúdios da RTP.

## Apresentadores
Nesta edição do Festival da Canção, cada etapa foi apresentada por uma dupla de apresentadores, ao qual se juntou um repórter na green room. José Carlos Malato e Tânia Ribas de Oliveira foram a dupla da 1.ª semifinal, enquanto Jorge Gabriel e Sónia Araújo foram os apresentadores da 2.ª semifinal,  Filomena Cautela e Vasco Palmeirim apresentaram a Final do Festival da Canção 2023. Inês Lopes Gonçalves foi a repórter da green room ao longo de toda a edição.

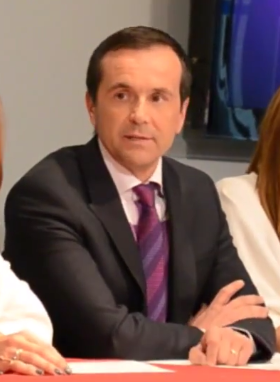
Jorge Gabriel
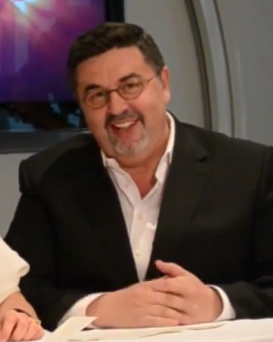
José Carlos Malato
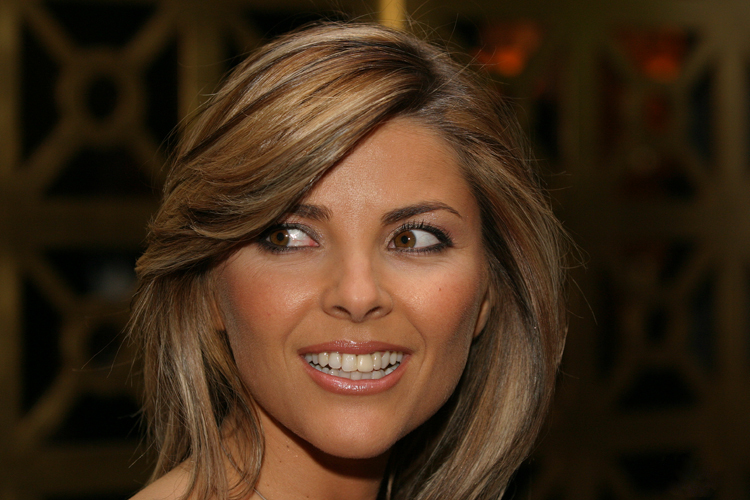
Sónia Araújo
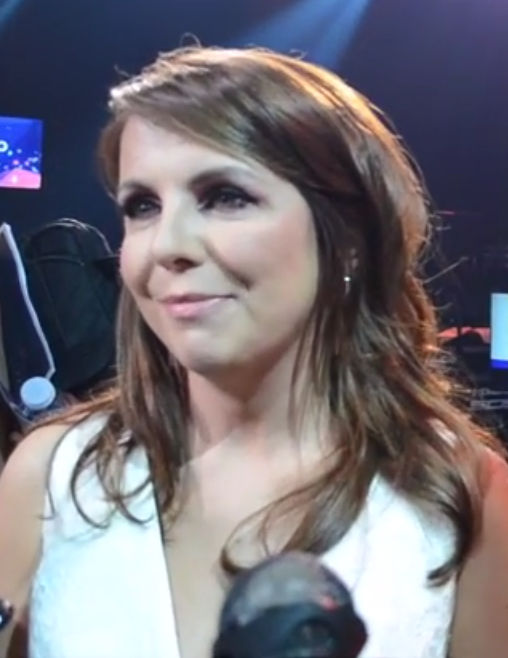
Tânia Ribas de Oliveira

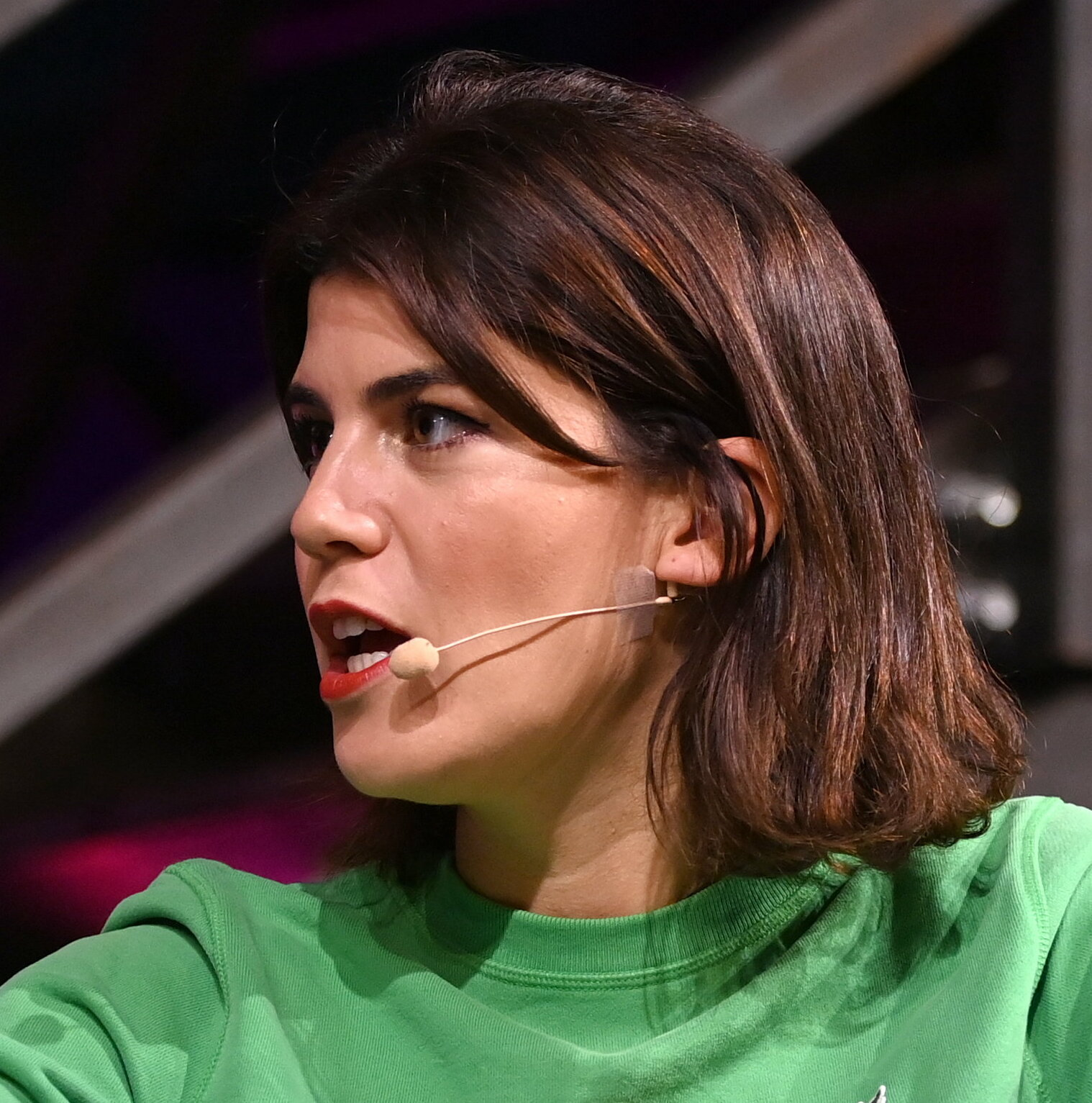
Inês Lopes Gonçalves
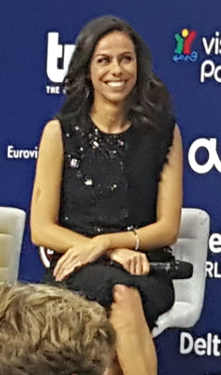
Filomena Cautela

## Jurados
Um grupo de 7 jurados convidados pela RTP compôs o júri desta edição. Este júri foi responsável por 50% da votação nas duas semifinais do Festival da Canção 2022 e foi constituído por:
- Alex D’Alva
- Carlos Mendes
- Márcia
- Maro
- Neev
- Pedro Ribeiro
- Sara Correia

## Locais
| Lisboa | Lisboa           |
| Lisboa | Estúdio 1 da RTP |
| Lisboa | Estúdio 1 da RTP |

## Concorrentes
A RTP convidou 15 compositores para que apresentassem uma canção original e inédita, sendo estes os responsáveis por definir os respetivos intérpretes para as suas canções.
As restantes cinco vagas de compositores resultaram da abertura a candidaturas espontâneas de canções originais e inéditas com uma duração máxima de três minutos. Aqui, puderam concorrer todos os cidadãos de nacionalidade portuguesa ou residentes em Portugal, tivessem ou não trabalhos publicados, o que inclui os portugueses que vivam fora do país, assim como os cidadãos dos PALOP ou de outras nacionalidades que residam em Portugal. Foi constituído um júri para as avaliar, sendo os concorrentes vencedores convidados a apresentá-las a concurso nesta edição.
Foram convidados pela RTP os seguintes artistas / compositores:
| - André Henriques - April Ivy - Bandua (banda) - Bárbara Tinoco - Churky | - Cláudia Pascoal - DAPUNKSPORTIF - Ivandro - Jacinta - Neon Soho | - Quim Albergaria - SAL - Teresinha Landeiro - The Happy Mess - You Can't Win, Charlie Brown |

Do concurso de livre submissão pública, foram selecionados:
- Edmundo Inácio
- INÊS APENAS
- Mimicat
- MoYah
- Voodoo Marmalade

### Canções
Cada canção tem a duração máxima de 3 minutos, podendo ser apresentada em português ou numa outra qualquer língua estrangeira.
| Intérprete                   | Canção (tradução para português)                   | Compositor                   | Música e letra |
| ---------------------------- | -------------------------------------------------- | ---------------------------- | --- |
| Lara Li                      | "Funâmbula"                                        | André Henriques              | André Henriques |
| April Ivy                    | "Modo Voo"                                         | April Ivy                    | Mariana Gonçalves, João Maia Ferreira, Francisco Santos (m/l); Manuel Morgado, Ricardo Moreira, Matheus Paraíso, Francisco Andrade (m) |
| Bandua                       | "Bandeiras"                                        | Bandua                       | Bernardo Adário (m), Edgar Valente (m/l)                                                                                               |
| Bárbara Tinoco               | "Goodnight" (Boa Noite)                            | Bárbara Tinoco               | Bárbara Tinoco, Mateus Seabra |
| Churky                       | "Encruzilhada"                                     | Churky                       | Churky |
| Cláudia Pascoal              | "Nasci Maria"                                      | Cláudia Pascoal              | Cláudia Pascoal |
| DAPUNKSPORTIF                | "World Needs Therapy" (O Mundo Precisa de Terapia) | DAPUNKSPORTIF                | João Guincho, Paulo Franco |
| Edmundo Inácio               | "A Festa"                                          | Edmundo Inácio               | Edmundo Inácio (m/l), Brisa (l) |
| INÊS APENAS                  | "Fim do Mundo"                                     | INÊS APENAS                  | INÊS APENAS |
| Ivandro                      | "Povo"                                             | Ivandro                      | Ivandro |
| BOLHA                        | "Sonhos de Liberdade"                              | Jacinta                      | Jacinta (m), Joana Gil (l) |
| Mimicat                      | "Ai Coração"                                       | Mimicat                      | Marisa Mena (m/l), Luís Pereira (m) |
| MoYah                        | "Too Much Sauce" (Demasiado Molho)                 | MoYah                        | MoYah (m/l), Kensaye (m), Miguel Gutierrez (l)                                                                                         |
| Neon Soho                    | "Endless World" (Mundo Sem Fim)                    | Neon Soho                    | Neon Soho |
| Esse Povo                    | "Sapatos de Cimento"                               | Quim Albergaria              | Quim Albergaria |
| SAL                          | "Viver"                                            | SAL                          | Sérgio Pires (m/l), SAL (m) |
| Teresinha Landeiro           | "Enquanto é tempo"                                 | Teresinha Landeiro           | Pedro de Castro (m), Teresinha Landeiro (l)                                                                                            |
| The Happy Mess               | "O Impossível"                                     | The Happy Mess               | João Pascoal, Afonso Carvalho, Miguel Ribeiro, Paulo Mouta Pereira (m); Bruno Vieira Amaral (l)                                        |
| Voodoo Marmalade             | "Tormento"                                         | Voodoo Marmalade             | Voodoo Marmalade |
| You Can't Win, Charlie Brown | "Contraste Mudo"                                   | You Can't Win, Charlie Brown | Afonso Cabral (m/l); David Santos, João Gil, Pedro Branco, Salvador Menezes, Tomás Sousa (m)                                           |

## Semifinais
Este ano, o formato do Festival sofreu algumas alterações, com 6 finalistas por semifinal ao contrário dos habituais 5. Tal como nos anos anteriores, são 10 as canções a concurso em cada semifinal, das quais as 5 mais votadas pelo júri + televoto passam automaticamente à Grande Final. O sexto finalista será escolhido apenas pelo televoto, com uma reabertura das linhas das cinco canções que não se qualificarem antes.
À semelhança do que acontece no Festival da Eurovisão, durante as semifinais serão reveladas apenas as canções mais votadas e que ficam apuradas para a Final, sem revelar as pontuações individuais. As pontuações obtidas pelas canções, tanto no voto do júri como no voto do público, serão reveladas apenas depois da Final.

### 1.ª semifinal
A primeira semifinal decorreu nos estúdios da RTP, em Lisboa, no dia 25 de fevereiro de 2023, e foi apresentada por José Carlos Malato e Tânia Ribas de Oliveira, com Inês Lopes Gonçalves a cargo da green room.
Devido a um dos números de telefone não estar a funcionar para uma operadora durante um período substancial de tempo, a RTP apurou automaticamente para a final a canção prejudicada "Sapatos de Cimento".
| Semifinal 1 – 25 de fevereiro 2023 | Semifinal 1 – 25 de fevereiro 2023 | Semifinal 1 – 25 de fevereiro 2023 | Semifinal 1 – 25 de fevereiro 2023 | Semifinal 1 – 25 de fevereiro 2023 | Semifinal 1 – 25 de fevereiro 2023 | Semifinal 1 – 25 de fevereiro 2023 | Semifinal 1 – 25 de fevereiro 2023 | Semifinal 1 – 25 de fevereiro 2023 | Semifinal 1 – 25 de fevereiro 2023 | Semifinal 1 – 25 de fevereiro 2023 |
| #                                  | Intérprete                         | Canção                             | 1ª Ronda                           | 1ª Ronda                           | 1ª Ronda                           | 1ª Ronda                           | 1ª Ronda                           | 2ª Ronda                           | 2ª Ronda                           | Resultado                          |
| #                                  | Intérprete                         | Canção                             | J                                  | T                                  | %                                  | Tot                                | P                                  | %                                  | P                                  | Resultado                          |
| ---------------------------------- | ---------------------------------- | ---------------------------------- | ---------------------------------- | ---------------------------------- | ---------------------------------- | ---------------------------------- | ---------------------------------- | ---------------------------------- | ---------------------------------- | ---------------------------------- |
| 1                                  | MoYah                              | "Too Much Sauce"                   | 3                                  | 2                                  | 1,73%                              | 5                                  | 8º                                 | 10,32%                             | 4º                                 | Eliminada                          |
| 2                                  | BOLHA                              | "Sonhos de Liberdade"              | 2                                  | 4                                  | 6,17%                              | 6                                  | 7º                                 | 17,30%                             | 2º                                 | Eliminada                          |
| 3                                  | April Ivy                          | "Modo Voo"                         | 1                                  | 3                                  | 3,61%                              | 4                                  | 9º                                 | 16,80%                             | 3º                                 | Eliminada                          |
| 4                                  | Churky                             | "Encruzilhada"                     | 5                                  | 10                                 | 19,11%                             | 15                                 | 5º                                 | —                                  | —                                  | Finalista                          |
| 5                                  | Cláudia Pascoal                    | "Nasci Maria"                      | 12                                 | 8                                  | 14,29%                             | 20                                 | 1º                                 | —                                  | —                                  | Finalista                          |
| 6                                  | SAL                                | "Viver"                            | 8                                  | 7                                  | 10,21%                             | 15                                 | 4º                                 | —                                  | —                                  | Finalista                          |
| 7                                  | Mimicat                            | "Ai Coração"                       | 7                                  | 12                                 | 19,37%                             | 19                                 | 2º                                 | —                                  | —                                  | Finalista                          |
| 8                                  | You Can't Win, Charlie Brown       | "Contraste Mudo"                   | 10                                 | 5                                  | 8,45%                              | 15                                 | 3º                                 | —                                  | —                                  | Finalista                          |
| 9                                  | Neon Soho                          | "Endless World"                    | 6                                  | 6                                  | 9,57%                              | 12                                 | 6º                                 | 55,58%                             | 1º                                 | Finalista                          |
| 10                                 | Esse Povo                          | "Sapatos de Cimento"               | 4                                  | -                                  | -                                  | -                                  | -                                  | —                                  | —                                  | Finalista                          |

### 2.ª semifinal
A segunda semifinal decorreu nos estúdios da RTP, em Lisboa, no dia 4 de março de 2023, e foi apresentada por Jorge Gabriel e Sónia Araújo, com Inês Lopes Gonçalves a cargo da green room.
| Semifinal 2 – 4 de março 2023 | Semifinal 2 – 4 de março 2023 | Semifinal 2 – 4 de março 2023 | Semifinal 2 – 4 de março 2023 | Semifinal 2 – 4 de março 2023 | Semifinal 2 – 4 de março 2023 | Semifinal 2 – 4 de março 2023 | Semifinal 2 – 4 de março 2023 | Semifinal 2 – 4 de março 2023 | Semifinal 2 – 4 de março 2023 | Semifinal 2 – 4 de março 2023 |
| #                             | Intérprete                    | Canção                        | 1ª Ronda                      | 1ª Ronda                      | 1ª Ronda                      | 1ª Ronda                      | 1ª Ronda                      | 2ª Ronda                      | 2ª Ronda                      | Resultado                     |
| #                             | Intérprete                    | Canção                        | J                             | T                             | %                             | Tot                           | P                             | %                             | P                             | Resultado                     |
| ----------------------------- | ----------------------------- | ----------------------------- | ----------------------------- | ----------------------------- | ----------------------------- | ----------------------------- | ----------------------------- | ----------------------------- | ----------------------------- | ----------------------------- |
| 1                             | Edmundo Inácio                | "A Festa"                     | 10                            | 7                             | 10,18%                        | 17                            | 1º                            | —                             | —                             | Finalista                     |
| 2                             | The Happy Mess                | "O Impossível"                | 3                             | 6                             | 8,81%                         | 9                             | 8º                            | 15,56%                        | 5º                            | Eliminada                     |
| 3                             | Teresinha Landeiro            | "Enquanto é tempo"            | 7                             | 5                             | 8,25%                         | 12                            | 6º                            | 18,70%                        | 4º                            | Eliminada                     |
| 4                             | Bandua                        | "Bandeiras"                   | 4                             | 3                             | 6,44%                         | 7                             | 9º                            | 19,10%                        | 3º                            | Eliminada                     |
| 5                             | Bárbara Tinoco                | "Goodnight"                   | 12                            | 1                             | 5,91%                         | 13                            | 4º                            | —                             | —                             | Finalista                     |
| 6                             | INÊS APENAS                   | "Fim do Mundo"                | 6                             | 8                             | 11,71%                        | 14                            | 3º                            | —                             | —                             | Finalista                     |
| 7                             | Ivandro                       | "Povo"                        | 8                             | 4                             | 7,32%                         | 12                            | 5º                            | —                             | —                             | Finalista                     |
| 8                             | DAPUNKSPORTIF                 | "World Needs Therapy"         | 2                             | 10                            | 15,38%                        | 12                            | 7º                            | 26,83%                        | 1º                            | Finalista                     |
| 9                             | Lara Li                       | "Funâmbula"                   | 1                             | 2                             | 6,26%                         | 3                             | 10º                           | 19,81%                        | 2º                            | Eliminada                     |
| 10                            | Voodoo Marmalade              | "Tormento"                    | 5                             | 12                            | 19,74%                        | 17                            | 2º                            | —                             | —                             | Finalista                     |

## Final
A final teve lugar nos estúdios da RTP, em Lisboa, no dia 11 de março de 2023. Foi apresentada, pela quinta vez consecutiva, por Filomena Cautela e Vasco Palmeirim, com Inês Lopes Gonçalves a cargo da green room.
| #  | Intérprete                   | Canção                | Pontuação | Pontuação | Pontuação | Pontuação | Posição |
| #  | Intérprete                   | Canção                | Júri      | Televoto  | %         | Total     | Posição |
| -- | ---------------------------- | --------------------- | --------- | --------- | --------- | --------- | ------- |
| 1  | Cláudia Pascoal              | "Nasci Maria"         | 8         | 4         | 8,21%     | 12        | 3º      |
| 2  | Churky                       | "Encruzilhada"        | 0         | 5         | 8,26%     | 5         | 9º      |
| 3  | Esse Povo                    | "Sapatos de Cimento"  | 4         | 0         | 2,82%     | 4         | 11º     |
| 4  | Bárbara Tinoco               | "Goodnight"           | 3         | 6         | 8,58%     | 9         | 4º      |
| 5  | You Can't Win, Charlie Brown | "Contraste Mudo"      | 7         | 0         | 3,74%     | 7         | 8º      |
| 6  | Voodoo Marmalade             | "Tormento"            | 0         | 7         | 9,02%     | 7         | 7º      |
| 7  | INÊS APENAS                  | "Fim do Mundo"        | 2         | 1         | 4,55%     | 3         | 13º     |
| 8  | Mimicat                      | "Ai Coração"          | 12        | 12        | 19,33%    | 24        | 1º      |
| 9  | DAPUNKSPORTIF                | "World Needs Therapy" | 0         | 8         | 9,17%     | 8         | 6º      |
| 10 | Neon Soho                    | "Endless World"       | 5         | 0         | 3,96%     | 5         | 10º     |
| 11 | Ivandro                      | "Povo"                | 6         | 3         | 5,42%     | 9         | 5º      |
| 12 | Edmundo Inácio               | "A Festa"             | 12        | 10        | 12,24%    | 22        | 2º      |
| 13 | SAL                          | "Viver"               | 1         | 2         | 4.70%     | 3         | 12º     |

### Júri regional
Nesta edição, e como tem sido habitual, o júri regional foi dividido em 7 regiões: cinco de Portugal Continental, bem como as das Regiões Autónomas de Açores e Madeira.
| Região                | Jurado 1 (Porta-voz) | Jurado 2          | Jurado 3                 |
| --------------------- | -------------------- | ----------------- | ------------------------ |
| Norte                 | Graciela Coelho      | Ana Aroso         | João Pedro Coimbra       |
| Centro                | Susie Filipe         | Isilda Sanches    | Tiago Nogueira           |
| Lisboa e Vale do Tejo | Gabriela Barros      | Elisa Rodrigues   | Bruno Vasconcelos        |
| Alentejo              | Buba Espinho         | Cristina Branco   | Pedro Madeira            |
| Algarve               | Sara Afonso          | Júlio Resende     | Gil Silva                |
| Madeira               | Mara                 | Guilherme Gomes   | Diana Duarte             |
| Açores                | Miguel Damião        | Maria Bettencourt | Maria do Rosário Pereira |

#### Tabela de Votações
| Ordem de Votação             | Distritos Votantes (Júris)      | Canções Pontuadas | Canções Pontuadas | Canções Pontuadas | Canções Pontuadas | Canções Pontuadas | Canções Pontuadas | Canções Pontuadas | Canções Pontuadas | Canções Pontuadas | Canções Pontuadas | Canções Pontuadas | Canções Pontuadas | Canções Pontuadas |   |   |
| ---------------------------- | ------------------------------- | ----------------- | ----------------- | ----------------- | ----------------- | ----------------- | ----------------- | ----------------- | ----------------- | ----------------- | ----------------- | ----------------- | ----------------- | ----------------- | - | - |
| Ordem de Votação             | Distritos Votantes (Júris)      | 1                 | Norte             | 3                 |                   | 4                 | 2                 | 7                 |                   | 6                 | 5                 |                   | 10                | 12                | 8 | 1 |
| 2                            | Centro                          | 7                 |                   | 2                 | 5                 | 4                 | 1                 | 3                 | 12                |                   | 8                 | 6                 | 10                |                   |   |   |
| 3                            | Lisboa e Vale do Tejo           | 10                |                   | 2                 | 5                 | 7                 |                   | 6                 | 12                |                   | 3                 | 4                 | 8                 | 1                 |   |   |
| 4                            | Alentejo                        | 8                 | 2                 | 5                 | 7                 | 4                 |                   | 1                 | 10                |                   | 3                 | 6                 | 12                |                   |   |   |
| 5                            | Algarve                         | 8                 | 2                 | 5                 | 6                 | 12                | 1                 | 7                 | 3                 |                   |                   | 4                 | 10                |                   |   |   |
| 6                            | Madeira                         | 6                 | 1                 | 5                 | 2                 | 10                |                   | 3                 | 12                |                   | 4                 | 7                 | 8                 |                   |   |   |
| 7                            | Açores                          | 6                 |                   | 7                 |                   | 1                 | 3                 |                   | 12                | 2                 | 5                 | 4                 | 10                | 8                 |   |   |
| Resultados Parciais Júri     | Pontuação: votos                | 48                | 5                 | 30                | 27                | 45                | 5                 | 26                | 66                | 2                 | 33                | 43                | 66                | 10                |   |   |
| Resultados Parciais Júri     | Pontuação: 50% Júri             | 8                 | 0                 | 4                 | 3                 | 7                 | 0                 | 2                 | 12                | 0                 | 5                 | 6                 | 12                | 1                 |   |   |
| Resultados Parciais Júri     | Lugar só com votação do Júri    | 3º                | 11º               | 7º                | 8º                | 4º                | 11º               | 9º                | 1º                | 13º               | 6º                | 5º                | 1º                | 10º               |   |   |
| Resultados Parciais Televoto | Pontuação: votos                | 4                 | 5                 | 0                 | 6                 | 0                 | 7                 | 1                 | 12                | 8                 | 0                 | 3                 | 10                | 2                 |   |   |
| Resultados Parciais Televoto | Lugar só com Televoto           | 7º                | 6º                | 13º               | 5º                | 12º               | 4º                | 10º               | 1º                | 3º                | 11º               | 8º                | 2º                | 9º                |   |   |
| Desfecho                     | Pontos Totais (Júri + Televoto) | 12                | 5                 | 4                 | 9                 | 7                 | 7                 | 3                 | 24                | 8                 | 5                 | 9                 | 22                | 3                 |   |   |
| Desfecho                     | Lugar                           | 3º                | 9º                | 11º               | 4º                | 8º                | 7º                | 13º               | 1º                | 6º                | 10º               | 5º                | 2º                | 12º               |   |   |
|                              |                                 |                   |                   |                   |                   |                   |                   |                   |                   |                   |                   |                   |                   |                   |   |   |
| Canções Pontuadas            |                                 |                   |                   |                   |                   |                   |                   |                   |                   |                   |                   |                   |                   |                   |   |   |